# Burgbergseilbahn

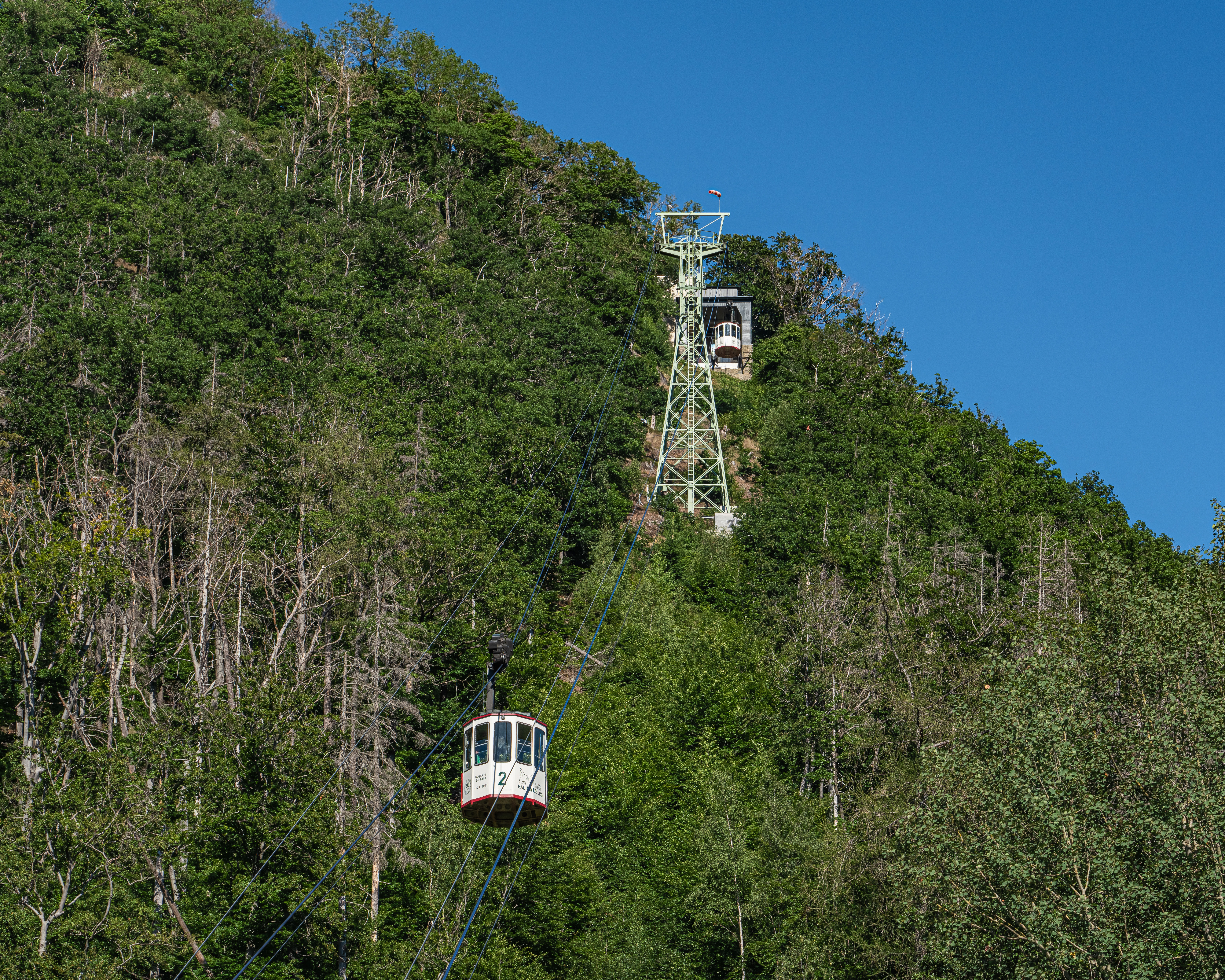
Aussicht auf die Burgberg-Seilbahn und die Bergstation im Hintergrund

Die Burgberg-Seilbahn ist eine 1929 in Betrieb genommene Luftseilbahn am und auf dem Großen Burgberg (485 m ü. NN) in Bad Harzburg. Betreiber ist die Stadt Bad Harzburg.

## Lage und Technik
Die Seilbahn führt von der Talstation (291,7 m ü. NN; an der B 4) nahe der Radau hinauf zur in Gipfelnähe des Großen Burgberges an der Ruine der Harzburg befindlichen Bergstation (ca. 483 m ü. NN). Dabei überwindet sie auf 481 m Länge etwa 186 m Höhendifferenz. In die Bergstation integriert ist ein kleines Museum, in dem die Geschichte der von der Leipziger Firma Adolf Bleichert & Co. erbauten Pendelbahn dargestellt wird.
Weltweit gibt es nur zwei Seilbahnen mit der gleichen Bauart wie in Bad Harzburg – in Bad Reichenhall und in Barcelona.
Das Tragseil der Seilbahn hat einen Durchmesser von 37 mm, das Zugseil einen solchen von 18 mm. Der Antrieb erfolgt mit einem in der Bergstation untergebrachten 45-PS-Elektromotor; für den Notbetrieb gibt es einen 40-PS-Dieselmotor. Die Seilbahn hat einen 23,5 m hohen Stützpfeiler, der sich etwas oberhalb des Treffpunkts beider Kabinen befindet. Die maximale Bodenhöhe der Seilbahn beträgt 40 m.
Eine Fahrt mit der Seilbahn dauert etwa 3 Minuten. Eine Kabine kann bis zu 19 Personen (18 Fahrgäste, 1 Schaffner) transportieren. Im Jahr 2023 gab der Betreiber an, es würden rund 250.000 Passagiere im Jahr befördert.

## Geschichte
Die Bahn nahm 1929 ihren Betrieb auf. Die Erbauerin, die Leipziger Firma Adolf Bleichert & Co. war die damals führende Firma im Bau der noch neuen Seilbahntechnik. Betrieben wird sie seit dem von der Stadt Bad Harzburg.
Die Burgbergseilbahn bringt seit 1929 Gäste auf den Großen Burgberg auf rund 483 Metern Höhe. Der Berg bietet einen Blick auf Bad Harzburg und das Harzvorland.
Am 2. April 2011 verzeichnete die Seilbahn ihren 25-millionsten Fahrgast.
Eine der Gondel wurde 2020 instand gesetzt.
Von Januar bis April 2023 wurde die Burgberg-Seilbahn für eine Million Euro saniert. Hierbei wurde die komplette Technik überholt, ein neuer Motor, eine neue Steuerung sowie ein neues hydraulisches Tempo- und Bremssystem eingebaut. Die Kosten für die Renovierung beliefen sich laut Betreiber auf mehrere hunderttausend Euro.

## Bildergalerie

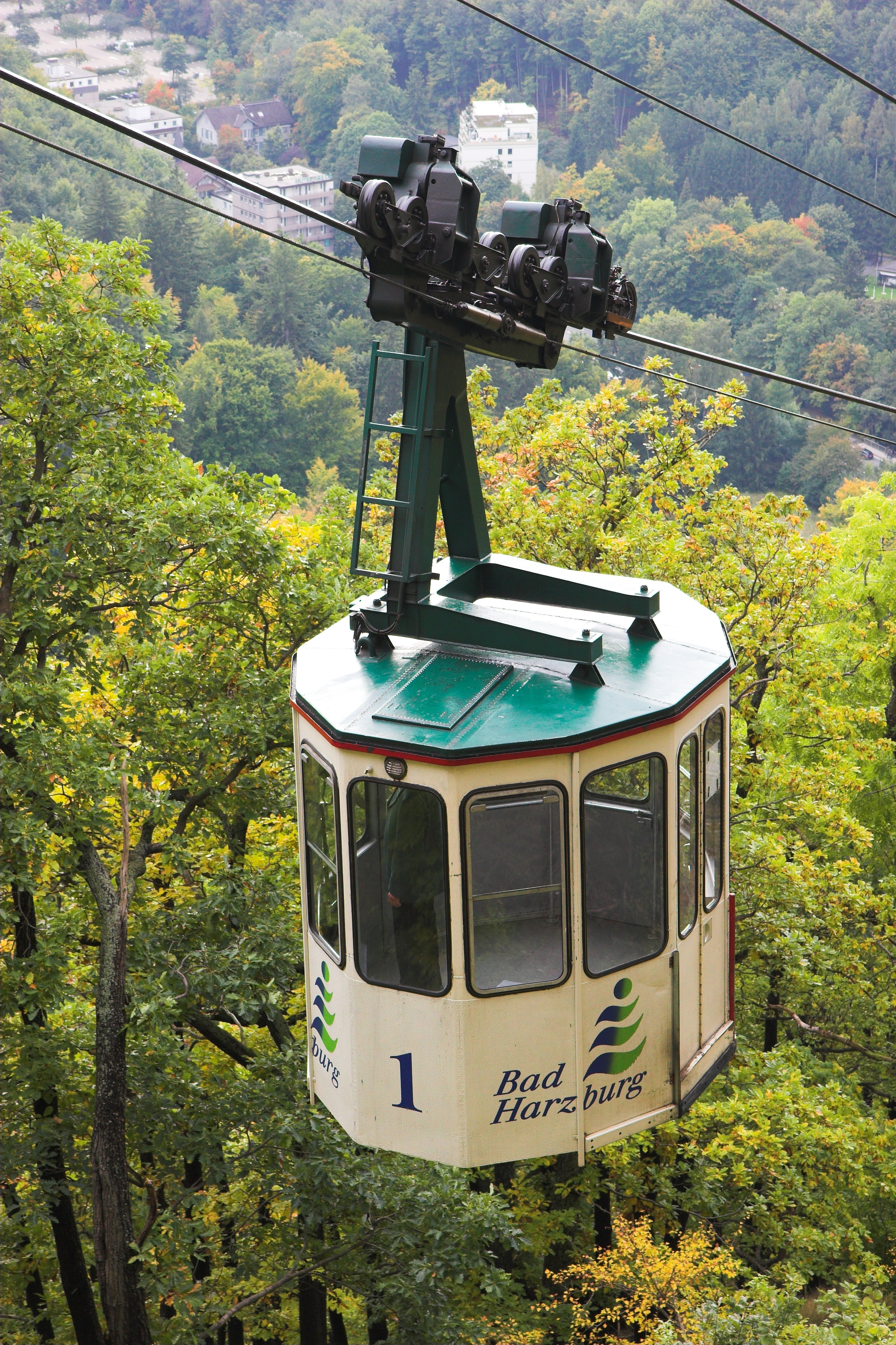
Eine der beiden Seilbahnkabinen
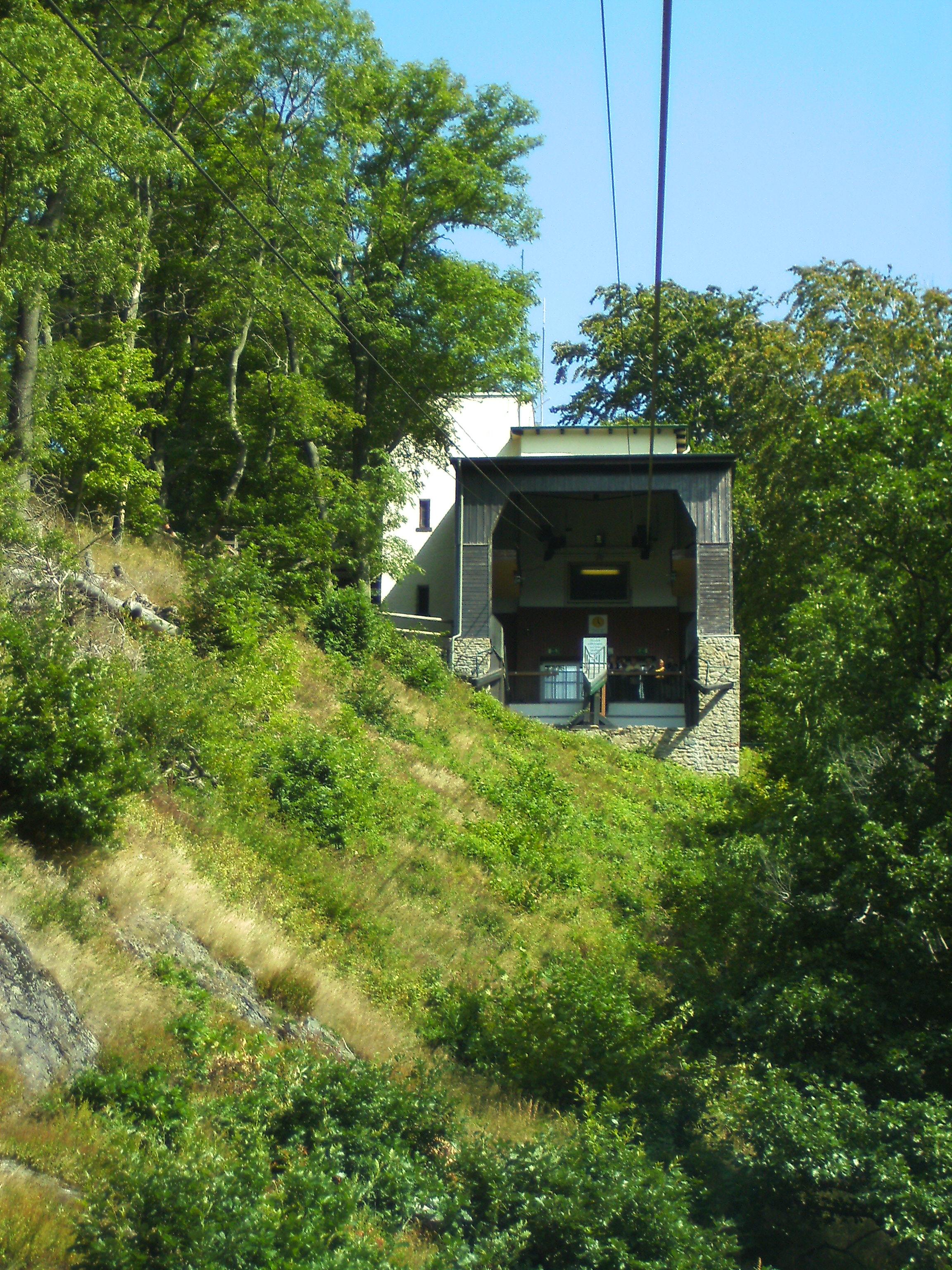
Bergstation von einer Gondel betrachtet
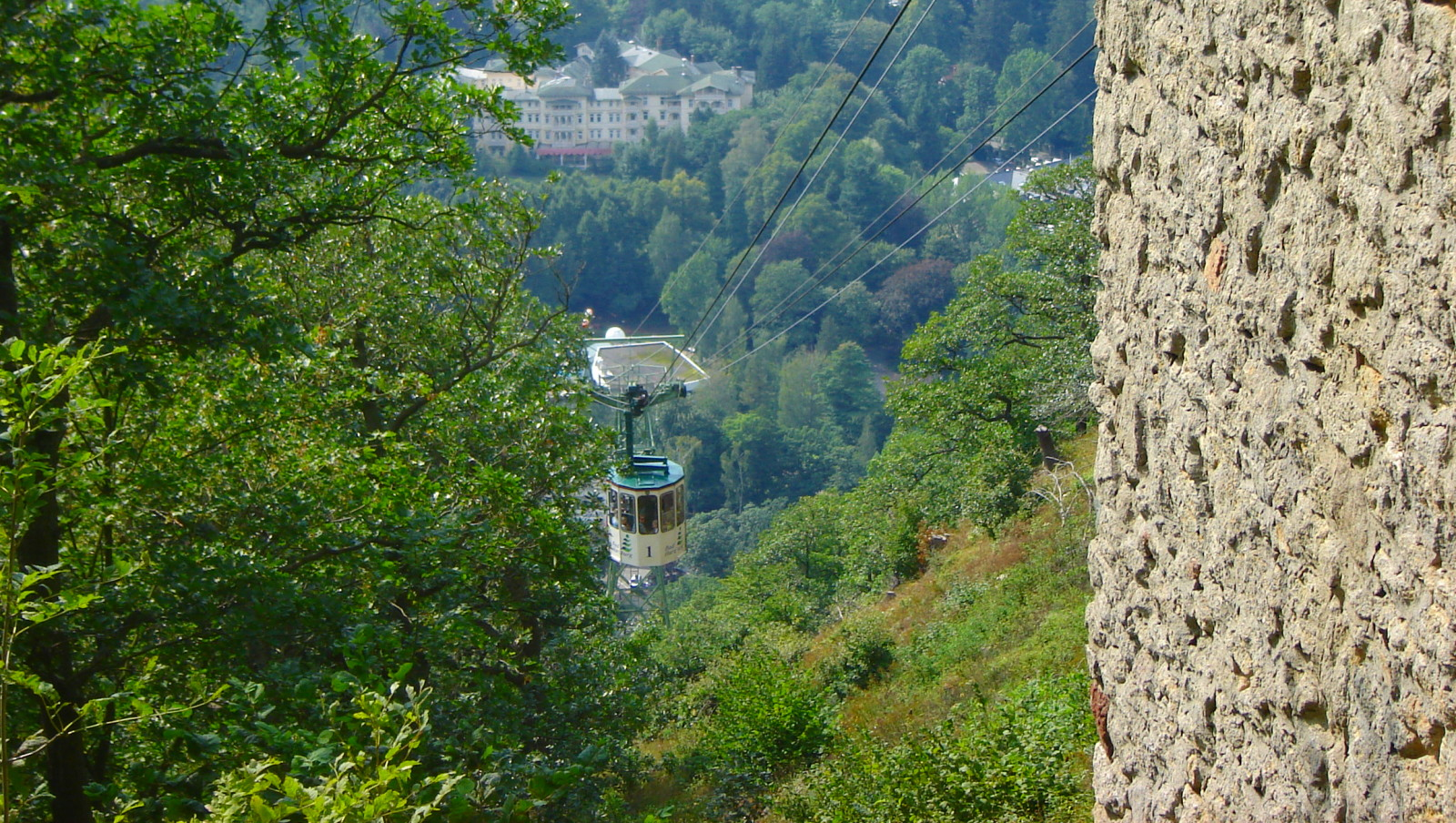
Blick von der Bergstation auf die Trasse der Seilbahn
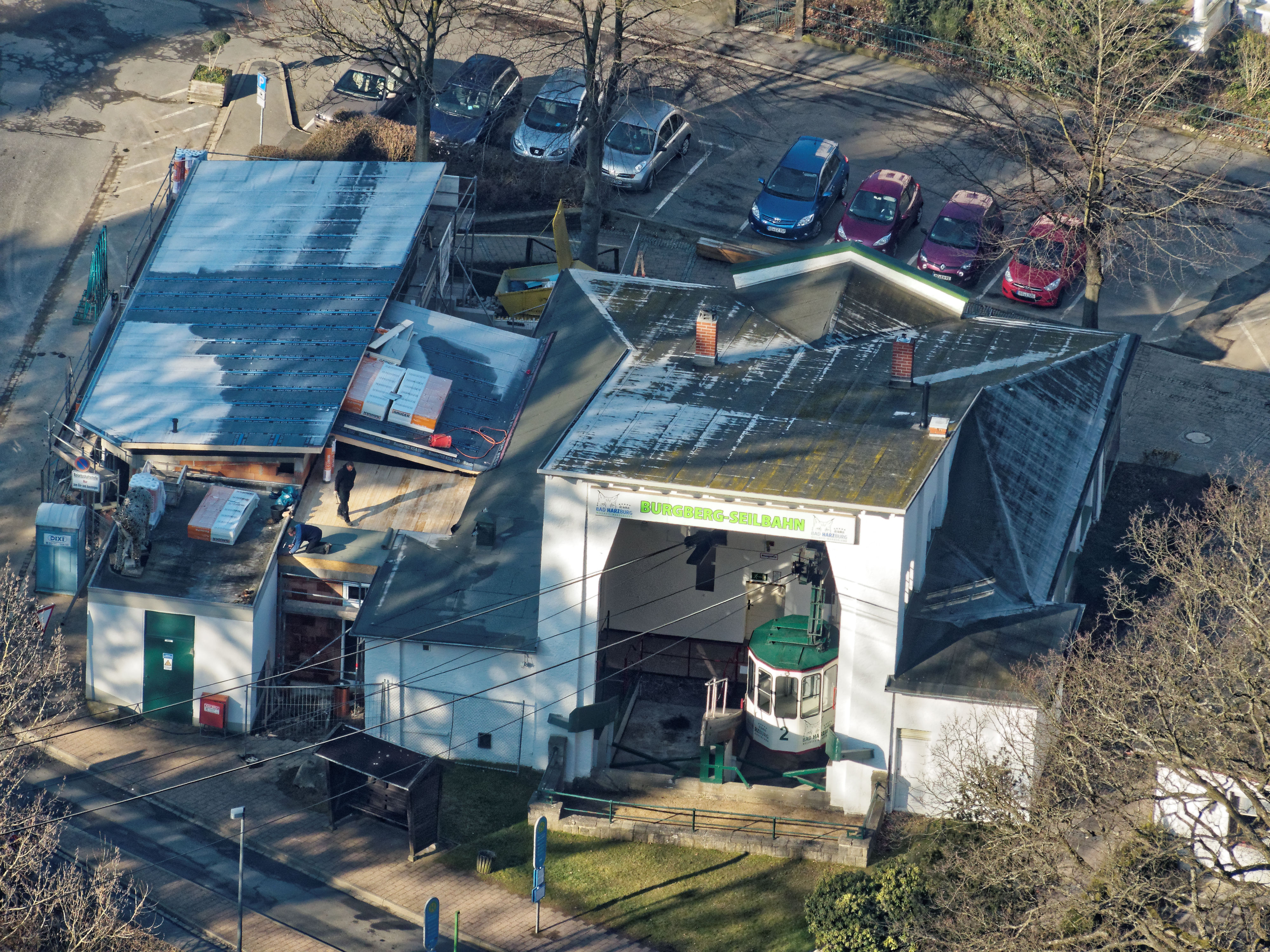
Blick von oben auf die Talstation
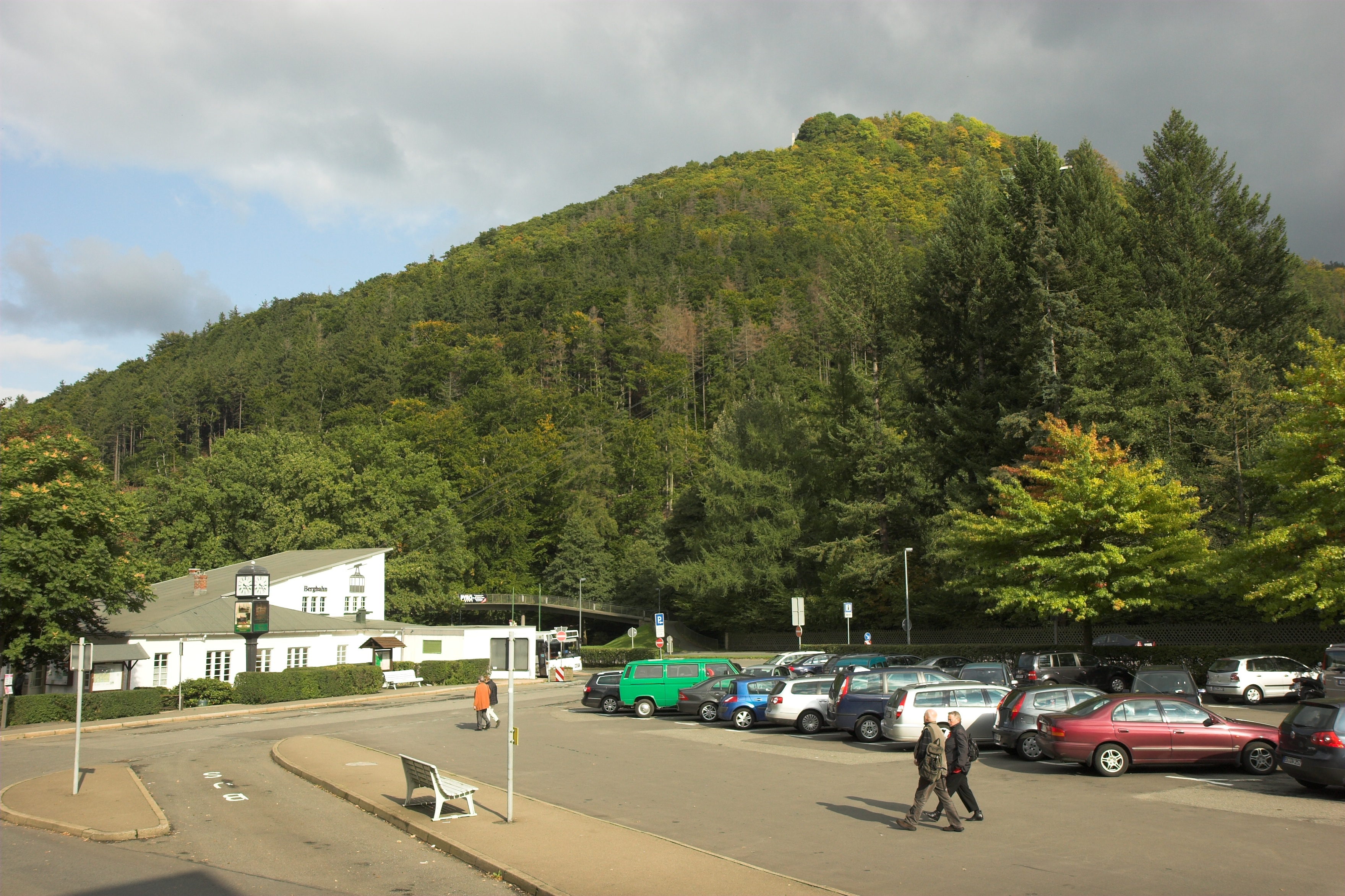
Talstation der Seilbahn